# Twierdzenie Erdősa-Dushnika-Millera
Twierdzenie Erdősa-Dushnika-Millera – wariant twierdzenia Ramseya mówiący, że dla każdej nieskończonej liczby kardynalnej {\displaystyle \kappa } zachodzi relacja podziałowa
{\displaystyle \kappa \longrightarrow (\kappa ,\omega )^{2},}
tzn. dla każdego kolorowania {\displaystyle c\colon [\kappa ]^{2}\to \{0,1\}} rodziny {\displaystyle [\kappa ]^{2}} dwuelementowych podzbiorów {\displaystyle \kappa } na dwa kolory 0 i 1 zachodzi co najmniej jeden z warunków:
i) istnieje podzbiór {\displaystyle A\subseteq \kappa } typu porządkowego {\displaystyle \kappa } dla którego {\displaystyle c{\big [}[A]^{2}{\big ]}=\{0\},}
ii) istnieje podzbiór {\displaystyle B\subseteq \kappa } typu porządkowego {\displaystyle \omega } dla którego {\displaystyle c{\big [}[B]^{2}{\big ]}=\{1\}.}
(tj. istnieje zbiór monochromatyczny koloru 0 typu porządkowego {\displaystyle \kappa } bądź istnieje zbiór monochromatyczny koloru 1 typu porządkowego {\displaystyle \omega }).
Twierdzenie to zostało udowodnione przez Dushnika i Millera w 1941 dla regularnych liczb kardynalnych i rozszerzone na singularne liczby kardynalne przez Erdősa.

## Przykładowe zastosowanie
Z twierdzenia Erdősa-Dushnika-Millera wynika, że w zbiorze nieskończonym {\displaystyle X} każde dwie relacje dobrego porządku pokrywają się na zbiorze mocy {\displaystyle \kappa =|X|.} Istotnie, niech {\displaystyle <} i {\displaystyle \sqsubset } będą dwiema relacjami dobrego porządku na {\displaystyle X.} Rozważmy zbiory par
{\displaystyle P_{0}=\{\{x,y\}:x<y} oraz {\displaystyle x\sqsubset y\},}
{\displaystyle P_{1}=\{\{x,y\}:x<y} oraz {\displaystyle x\sqsupset y\}.}
Zbiory {\displaystyle P_{0}} i {\displaystyle P_{1}} stanowią partycję zbioru {\displaystyle [X]^{2},} tj. {\displaystyle [X]^{2}=P_{0}\cup P_{1}.} Istnieje więc zbiór {\displaystyle A\subseteq \kappa } mocy {\displaystyle \kappa } dla którego {\displaystyle [A]^{2}\subseteq P_{0}} bądź istnieje zbiór nieskończony {\displaystyle B} dla którego {\displaystyle [B]^{2}\subseteq P_{1}.} Druga część alternatywy nie jest jednak możliwa, bo każdy ściśle malejący podzbiór zbioru dobrze uporządkowanego jest skończony. □